# Juin 1834

## Événements
- Le Congrès des États-Unis adopte une loi qui fait de tout le territoire américain à l’ouest du Mississippi le domaine des Indiens. Les États du Missouri et de la Louisiane, les terres de l’Arkansas ne sont pas concernées.
- Conférence de Vienne : Metternich, en accord avec les princes allemands, fait adopter les Résolutions de juin 1834 qui renforcement de la censure dans chaque État allemand.

- 8 juin : Honoré de Balzac envoie au baron Gérard les quatre premiers volumes des Études de mœurs de la Comédie humaine.

- 12 juin : protocole secret de lutte contre l’agitation des républicains en Allemagne et en Autriche.

- 14 juin : énorme succès du Robert Macaire, joué par Frédérick Lemaître.

- 16 juin : début du premier ministère whig de Lord Melbourne, Premier ministre du Royaume-Uni (fin en décembre).

- 21 juin, France : élections législatives. L’opposition a 150 sièges, mais les républicains ont quasiment disparu et il y a une trentaine de légitimistes. Emergence du « Tiers Parti » au sein de la majorité.

- 25 juin : Les Paroles d'un croyant de Lamennais est condamné par l'encyclique Singulari.

## Naissances
- 8 juin : Albert Hendschel (mort en 1883), dessinateur et caricaturiste allemand.
- 11 juin : Johann Bauschinger (mort en 1893), mathématicien allemand.
- 17 juin : Gaston Nouël de Buzonnière, sculpteur français.

## Décès
- 10 juin : Karl Christian von Langsdorf (né en 1757), mathématicien, géologue, biologiste et ingénieur allemand.